# 玛纳斯区
玛纳斯区是吉尔吉斯斯坦西北州份塔拉斯州下辖的一个区。该区面积为1,198平方（463平方英里），2009年常住人口为32,913人。该区治所位于波克罗夫卡。